# مجله پرستاری اورژانس
پرستاری اورژانس نام مجله‌ای است که به صورت ماهیانه حرفه‌ای پرستاری به زبان انگلیسی در بریتانیا منتشر می‌شود. این ماهنامه شامل مقالات و بررسی پژوهش‌های بالینی انجام شده در زمینه کاربردی پرستاری اورژانس است.